# История знаменитых преступлений
«История знаменитых преступлений» или «Знаменитые преступления» (фр. Les Crimes célèbres) — сборник исторических новелл французского писателя Александра Дюма, написанных им в соавторстве с Полем Бокажем. Опубликован, по разным данным, в 1839—1840 или 1839—1841 годах.

## Содержание
Сборник включает новеллы, которые рассказывают о знаменитых преступниках или жертвах преступлений. Время их действия — от эпохи Возрождения до XIX века. В роли соавтора Александра Дюма выступил Поль Бокаж.
- «Ванинка» (Vaninka);
- «Иоанна Неаполитанская» или «Жанна Неаполитанская» (Jeanne de Naples);
- «Семейство Ченчи» (Les Cenci);
- «Карл Людвиг Занд» (Karl Ludwig Sand);
- «Мюрат» (Murat);
- «Мария Стюарт» (Marie Stuart);
- «Семейство Борджа» (Les Borgia);
- «Железная маска» (L’homme au masque de fer);
- «Дёрю» (Derues);
- «Маркиза де Бренвилье» (La marquise de Brinvilliers);
- «Маркиза де Ганж» (La marquise de Ganges);
- «Урбен Грандье» (Urbain Grandier);
- «Кровопролития на юге» (Massacres du Midi);
- «Графиня де Сен-Жеран» (La comtesse de Saint-Géran);
- «Низида» (Nisida);
- «Мартен Герр» (Martin Guerre);
- «Али-паша» (Ali Pacha);
- «Вдова Константен» (La Constantin)[1].

## Публикация и оценки
Сборник был впервые опубликован в Париже в 1839—1840 или 1839—1841 годах в виде восьмитомного издания. Дюма на тот момент был одним из самых известных драматургов Франции, а свой путь в прозе только начинал. Новеллы, включённые в сборник, не отличаются живыми диалогами и динамизмом сюжета, как классические романы Дюма, написанные несколько позже: они представляют собой скорее описания, созданные на основе исторических документов. Ряд сюжетов автор использовал в дальнейшем. Так, история Железной маски рассказывается в романе «Виконт де Бражелон, или Десять лет спустя» и пьесе «Узник Бастилии», гибель Али-паши Тепеленского описана в романе «Граф Монте-Кристо».